# Amauris occidentalis
Amauris occidentalis är en fjärilsart som beskrevs av Schmidt 1921. Amauris occidentalis ingår i släktet Amauris och familjen praktfjärilar. Inga underarter finns listade i Catalogue of Life.